# Juan Bazcardo
Juan Bazcardo (1584-1653) fue un destacado escultor español renacentista nacido en Caparroso (Navarra) cuya obra está dispersa por Navarra, La Rioja, Álava y Guipúzcoa. 

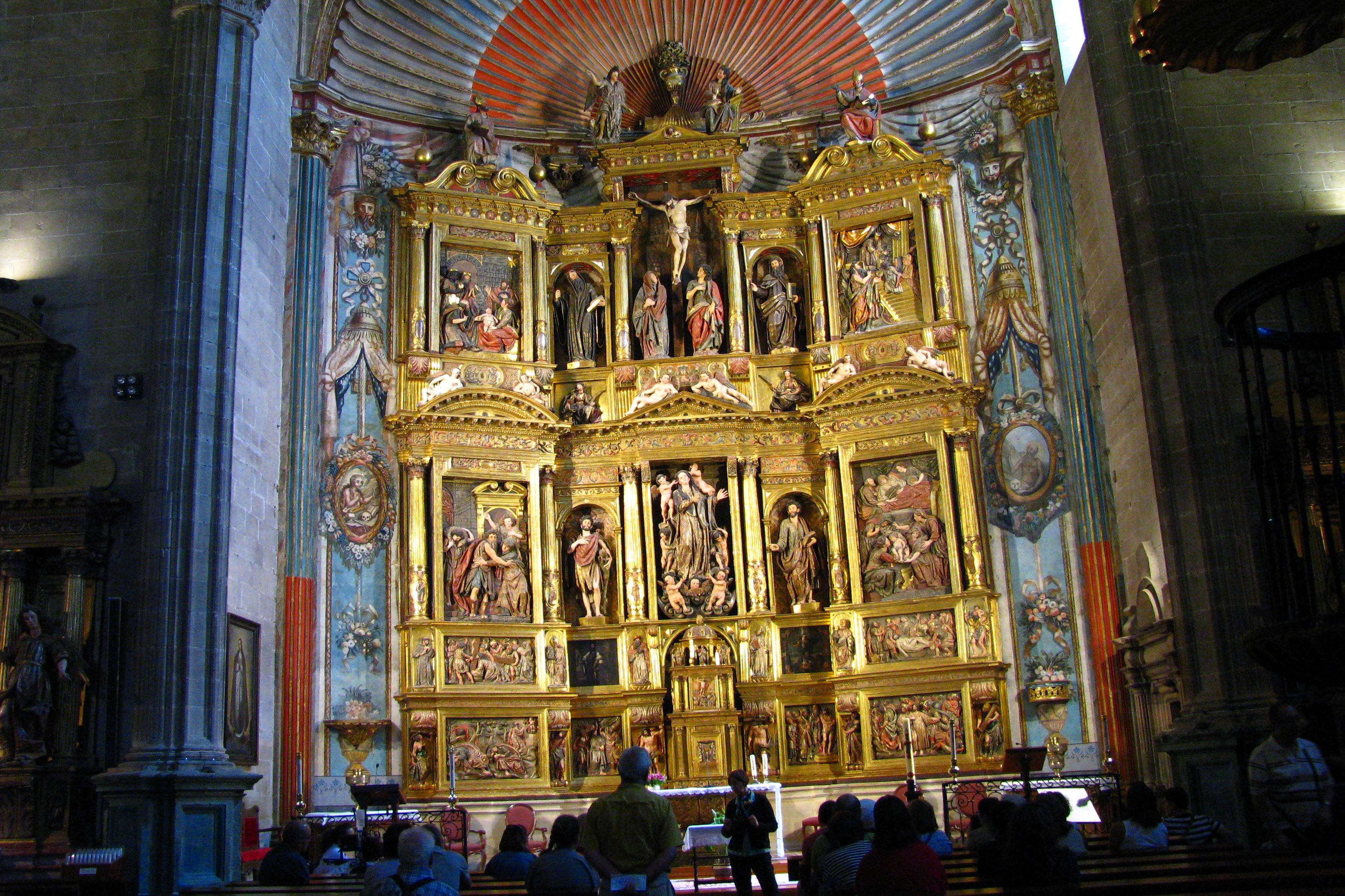
El retablo mayor. Iglesia de Santa María de los Reyes. Laguardia

Su estilo personal experimenta una gran evolución debido a la época en la que vivió, recibiendo influencias de otros artistas de primer orden, como Gregorio Fernández, con cuyas obras debió de estar en contacto directo. El principal cambio de que fue testigo fue el tránsito del Renacimiento al Barroco, y más concretamente del manierismo romanista al barroquismo monumental. 
Se cree que pudo aprender el romanismo en que se desenvolvió durante largos años con Diego Jiménez I de Viana y que lo consolidó con Pedro González de San Pedro, fundador del taller de Cabredo, colaborador predilecto de Juan de Ancheta, en su taller de Pamplona, y de Diego y Andrés Jiménez, en el retablo de Yécora. La aparición del estilo novedoso desarrollado por Gregorio Fernández va a cambiar el rumbo de la escultura norteña y Bazcardo forma parte de ese movimiento, lo mismo que Pedro de Ayala o los hermanos Angulo en el taller de Vitoria.
Los historiadores del arte suponen que la llegada del nuevo estilo barroco tuvo mucho que ver con el regreso de Pedro Jiménez, hijo de Diego I, desde el taller de Fernández en Valladolid, al que había ido como oficial.
Juan Bazcardo fue más adelante suegro de Diego Jiménez II, hijo de Andrés y nieto de Diego Jiménez I, por casamiento de su hija Micaela.

## Obras
- Retablo de la capilla de Santiago de la Iglesia de Santa María de Viana (Navarra)
- Gran crucifijo de la catedral de Pamplona
- Adoración de los Reyes, relieve de San Jerónimo y el Cristo de la Agonía en el Retablo de los Reyes de la catedral de Calahorra (La Rioja)
- Relieve de la Epifanía de la Capilla de los Santos Reyes de la Catedral de Calahorra (La Rioja)
- Esculturas del retablo mayor de Nuestra Señora del Juncal, Irún(Guipúzcoa), obra de Bernabé Cordero
- Rretablo mayor de Lapuebla de Labarca (Álava)
- La Natividad del retablo de Oyón (Álava)
- Talla en nogal de la Virgen del Rosario de Bujanda (Álava)
- Retablo mayor de Santa María de los Reyes de Laguardia, (Álava)
- Retablo mayor de Santa María de la Asunción de Briones, (La Rioja), junto con otros artistas.
- Retablo mayor de la iglesia de Santa María (Fuenmayor) (La Rioja)